# Barry Mazur
Barry Charles Mazur (New York, 19 dicembre 1937) è un matematico statunitense, conosciuto per i suoi contributi in diversi ambiti della matematica, come ad esempio la topologia geometrica e la geometria diofantea.
Ha un fratello anch'egli laureato in matematica.

## Riconoscimenti
- 1966 Premio Oswald Veblen per la geometria
- 1982 Premio Cole in teoria dei numeri
- 1994 Premio Chauvenet